# Metaphycus insularis
Metaphycus insularis är en stekelart som beskrevs av Annecke och Mynhardt 1981. Metaphycus insularis ingår i släktet Metaphycus och familjen sköldlussteklar.
Artens utbredningsområde är Mauritius. Inga underarter finns listade i Catalogue of Life.